# Foutje, bedankt!
Foutje, bedankt! was een reclameslogan van verzekeringsmaatschappij Reaal uit de jaren 90. 

## Oorsprong
De zin werd door Rijk de Gooyer (1925-2011) uitgesproken in een reeks televisie- en radiospotjes. In de commercials speelt De Gooyer de Utrechts sprekende oplichter Van Looij die een schade claimt bij zijn verzekeringsagent, gespeeld door Bert Kuizenga. Als de agent de schade heeft aangehoord, zegt hij: Dat is niet zo mooi, meneer Van Looij, waarop Van Looij antwoordt met: Nee, da's zeker nie zo mooi, voor u! Ken 'k effe vange? (Kan ik even (geld) (ont)vangen?) De agent stelt hem gerust met de officiële campagneslogan Reaal regelt het allemaal en stelt nog wat vragen. Als in de loop van het gesprek, meestal door een verspreking of andere onhandigheid, blijkt dat de claim vals is, roept de oplichter Foutje! en sluit het gesprek af met Bedankt!
De campagne van reclamebureau KKBR/SMS (Creatie: Ton Druppers en Rob Sluijs) won een Gouden Effie en er werd in opdracht een stripboekje gemaakt door onder andere Hanco Kolk met de titel De Avonturen Van Meneer Van Looij: Kan Ik Effe Vangen? (ISBN 9080120723) De Deurzakkers maakten in 1992 de single Kan ik effe vangen (foutje bedankt) die de 21ste plaats behaalde in de Nederlandse hitparade.

## Generalisering
De uitdrukkingen Foutje, bedankt! en in mindere mate Kan ik even vangen? zijn in het dagelijks taalgebruik terechtgekomen. Tot op heden wordt Foutje, bedankt! nog steeds gebruikt om een blunder aan te geven, meestal met een financieel nadeel.